# Czarniecka Góra
Czarniecka Góra – wieś sołecka w Polsce położona w województwie świętokrzyskim, w powiecie koneckim, w gminie Stąporków.
W latach 1975–1998 miejscowość administracyjnie należała do województwa kieleckiego.
Przed II wojną światową popularne uzdrowisko, w którym leczono przede wszystkim choroby układu oddechowego. Obecnie mieści się tam Świętokrzyskie Centrum Rehabilitacji.
Przez wieś przechodzi  czerwony szlak turystyczny z rezerwatu przyrody Diabla Góra do Łącznej.
Wierni kościoła rzymskokatolickiego należą do parafii Nawiedzenia Najświętszej Maryi Panny w Czarnej.

## Historia
W wieku XIX Czarniecka Góra została opisana jako osada nad rzeką Czarna, w powiecie koneckim, gminie Duraczów, parafii Końskie. W roku 1890 było tu 3 domy,  5 mieszkańców oraz 3 morgi ziemi. Zakład leczniczy hydropatyczny, drobnych rozmiarów, położony na dość wyniosłej i lesistej górze w pobliżu Niekłania.

Według spisu powszechnego z roku 1921 uzdrowisko Czarniecka Góra posiadało 7 budynków i 23 mieszkańców.

## Transport
W 1927 wybudowano przystanek osobowy o nazwie Czarniecka Góra zlokalizowany we wsi Czarna na linii kolejowej ze Skarżyska-Kamiennej do Tomaszowa Mazowieckiego. W drugiej połowie XX w. przy granicy Czarnieckiej Góry przebiegała kopalniana kolejka wąskotorowa służąca do przewozu towarów - głównie rudy żelaza - z kopalni Edward do Stąporkowa.

## Obszar ochrony uzdrowiskowej
W 2023 r. sołectwo Czarniecka Góra wraz z sołectwami: Czarna, Janów i Błotnica uzyskało na mocy Rozporządzenia Rady Ministrów status obszaru ochrony uzdrowiskowej („Obszar Ochrony Uzdrowiskowej Czarniecka Góra”).

## Zabytki

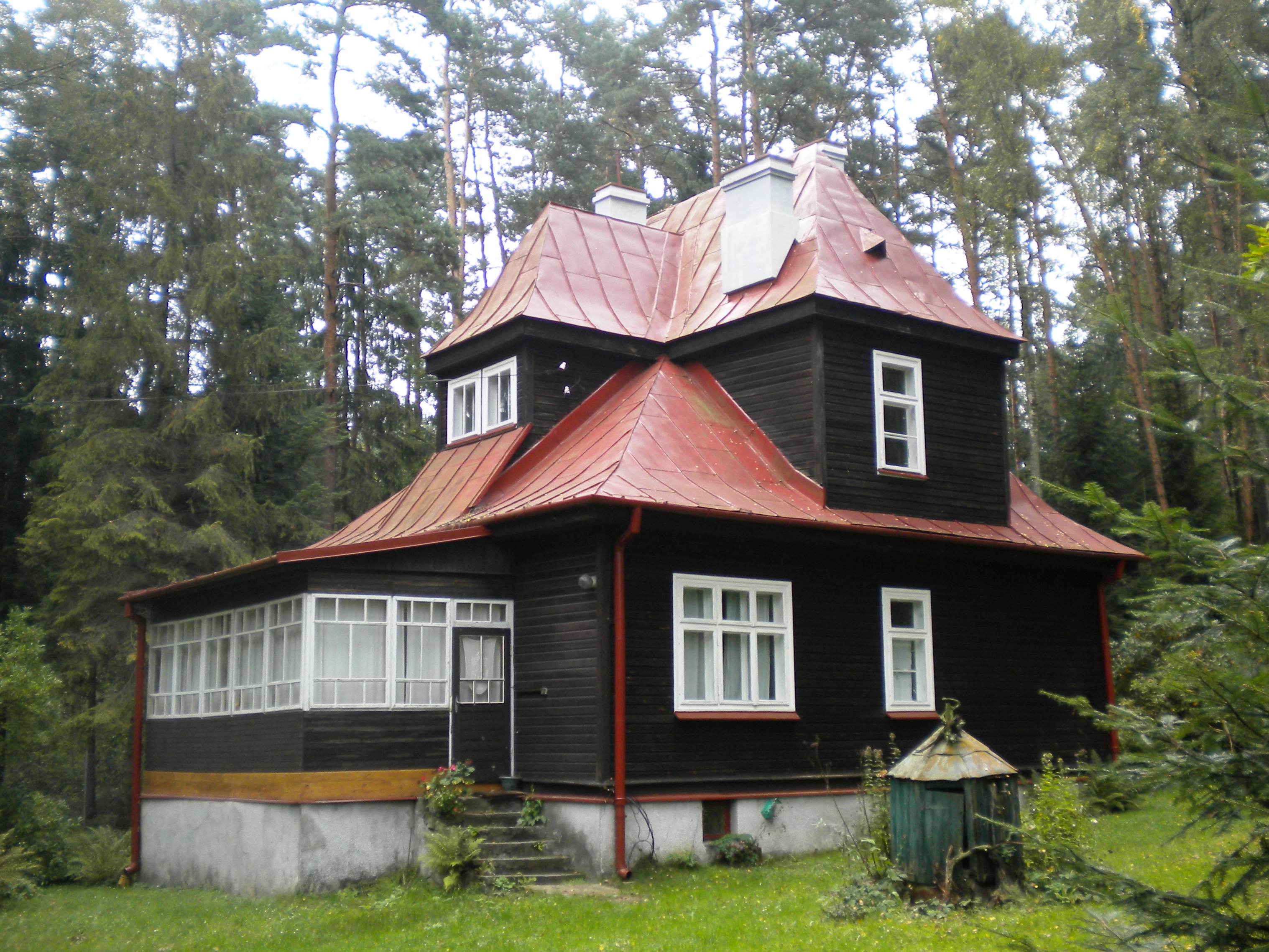
Willa „Halinówka”

Willa „Halinówka” (nr 59), drewniana, z 1930 r., wpisana do rejestru zabytków nieruchomych nr rej.: A.501 z 13.04.1989.